# Patrick Carney
Patrick Carney   (Akron, 15 d'abril de 1980) és un músic i productor estatunidenc. Carney és el bateria de the Black Keys, un grup de blues rock formada a Akron, Ohio. Actualment viu a Nashville, Tennessee.

## Primers anys
El seu pare i la seua mare es van divorciar quan tenia 8 anys. Arran d'aquell episodi es van mudar a un altre barri d'Akron, on coneixeria Dan Auerbach. Les influències musicals de Carney incloien grups com Devo, Captain Beefheart, the Jon Spencer Blues i Pavement. Gràcies a aquests gustos va ser com va congeniar amb Auerbach, que finalment formalitzaren el duet The Black Keys l'any 2001. Carney tres tres germans, William, que és un supervisor d'Amtrak; Michael, artista gràfic, que va dissenyar les portades dels àlbums de the Black Keys; i Barry Stormer Jr., inversor en el sector del metall i la mineria a Cleveland, Ohio. No obstant això, va ser mogut pel gust de la música gràcies al seu oncle Ralph Carney, que va ser saxofonista professional i va tocar amb artistes com Tom Waits, Marc Ribot i els B-52s, entre d'altres. Ralph va morir en desember de l'any 2017 després sofrir una caiguda baixant les escales en la seva casa de Portland, Oregon.

## Carrera musical
Carney va dir en una entrevista amb Modern Drummer que mai havia anat a classes de bateria quan era petit, sinó que va aprendre imitant un amic que sí que tocava la bateria. Va pagar per la seua primera bateria 150$ després d'haver estat netejant plats al Mustard Seed Market & Cafe a Bath Township, un suburbis d'Akron,.
Auerbach era el capità de l'equip de futbol de l'institut, mentre que Carney era un marginat. Animat pels seus germans, el duo començà fent jamming junts en in 1996, mentre Auerbach aprenia a tocar la guitarra, Carney possessïa un four-track recorder i una bateria.
Després de firmar amb indie label Alive, llançaren el seu àlbum debut, The Big Come Up en 2002, això els va valer un nou acord amb l'etiqueta jazz/rock Fat Possum Records. El seu tercer àlbum, Rubber Factory fou llançat en 2004 i va rebre elogis de la crítica, impulsà el perfil de la banda, i finalment això portà un acord discogràfic amb el segell principal Nonesuch Records en 2006. Després de l'autoestima produint i gravant els seus primeres quatre discos en estudis improvisats, en 2008 el duo completà Attack & Release en un estudi professional i productor de Danger Mouse, un col·laborador freqüent amb la banda.
Però el grup saltà a la fama comercial gràcies al disc de l'any 2010 Brothers, amb què guanyaren tres Grammy Awards gràcies al popular single "Tighten Up". L'any següent, 2011, van traure el El Camino que va rebre bones crítiques i arribà fins a la segona posició en la llista del Billboard 200. Això els va portar a realitzar la gira de El Camino Tour. L'àlbum i la seua cançó més famosa "Lonely Boy" guanyaren tres Grammy. En 2014, realitzaren el tercer àlbum, Turn Blue, i obtingueren el seu primer número 1 en US, Canadà, i Austràlia.
Abans de començar la gira europea de Turn Blue, Carney es va dislocar el braç i el grup va decidir prendre's un descans. Ambdós, havien estat parlant sobre la necessitat de descansar després de treballar constantment. Carney va dir al respecte: "M'agrada crear música amb Dan i m'entusiasma cada vegada que ho fem, i ho tornarem a fer. Ambdós, però, tenim TEPT a causa d'estar fora constantment". Auerbach també va afegir: "Tu no pots suportar-ho, perquè t'absorbeix el cervell".
El 7 de març de 2019, The Black Keys llançà "Lo/Hi,", un nou single. És el primer que fan junts després de cinc anys. El mes de juny del mateix any va aparèixer l'esperat disc per als fans del grup: Let's Rock.
La banda va realitzar el primer àlbum junts després de sis anys d'absència. Es va anomenar Delta Kream, gravat l'any 2021. En març del 2022 anunciaren que un nou disc estava en camí: Dropout Doggie. Eixirà al mercat el 13 de maig.

## Vida privada
Carney es va casar a Akron l'any 2007 amb l'escriptora Denise Grollmus. Havien estat parella des de feia anys, des que Grollmus anava a l'Oberlin College a Ohio i Carney i Dan Auerbach havien començat el projecte de The Black Keys. Però la parella es va divorciar dos anys després. Els dos van parlar sobre la ruptura en la premsa; Carney en la Rolling Stone en maig del 2010, i Grollmus en un article anomenat "Instantània d'un matrimoni de rock 'n' roll", publicat en Salon el 3 de març del 2011.
En 2010, Carney i el seu company de grup, Dan Auerbach, es mudaren d'Akron a Nashville. Van gravar l'àlbum El Camino en el nou estudi de Nashville d'Auerbach, Easy Eye Sound Studio.
Carney es va casar amb Emily Ward, a qui havia conegut a Nova York, en setembre del 2012. Però es van divorciar en gener del 2016. Ward, californiana va tornar a Los Angeles.
En 2015, Carney va conèixer Michelle Branch en la festa dels Grammy, i la parella van començar una relació mentre Branch gravava un dels seus àlbums, Hopeless Romantic, el qual Carney va produir. L'any 2017, Branch i el seu fill Owen es mudaren a la casa de Carney a Nashville, en la qual viuen amb dos llebrers irlandesos. Carney i Branch es prometeren en el 2017. El dia 11 de febrer de 2018, Branch va anunciar que estava esperant el seu primer fill amb Carney. El seu nom és Rhys James Carney, nascut en agost de 2018. El seu casament es va efectuar en abril del 2019. In October 2020, the couple purchased a home in the Old Village neighborhood of Mount Pleasant, SC, across the harbor from downtown Charleston. En desember del 2020, Branch va revelar que havia sofrit un avortament.

## Discografia
The Black Keys
- The Big Come Up (2002)
- Thickfreakness (2003)
- Rubber Factory (2004)
- Magic Potion (2006)
- Attack & Release (2008)
- Brothers (2010)
- El Camino (2011)
- Turn Blue (2014)
- Let's Rock (2019)
- Delta Cream (2021)

Drummer
- Feel Good Together (2009)

The Rentals
- Lost in Alphaville (2014)

Sad Planets
- Akron, Ohio (2019)